# Lambertia inermis
Lambertia inermis är en tvåhjärtbladig växtart som beskrevs av Robert Brown. Lambertia inermis ingår i släktet Lambertia och familjen Proteaceae. Utöver nominatformen finns också underarten L. i. drummondii.